# Kosovo op de Olympische Winterspelen 2022
Kosovo nam deel aan de Olympische Winterspelen 2022 in Peking in China. Het land nam voor de tweede maal deel aan de Winterspelen.

## Deelnemers en resultaten

### Alpineskiën
Maximaal vier deelnemers per onderdeel
Mannen
| Naam         | Onderdeel         | 1e run  | 1e run | 2e run  | 2e run | Totaal  | Totaal |
| Naam         | Onderdeel         | Tijd    | Rang   | Tijd    | Rang   | Tijd    | Rang   |
| ------------ | ----------------- | ------- | ------ | ------- | ------ | ------- | ------ |
| Albin Tahiri | Alpine combinatie | 1:52,44 | 22     | 55,85   | 15     | 2:48,29 | 15     |
| Albin Tahiri | Afdaling          | n.v.t.  | n.v.t. | n.v.t.  | n.v.t. | 1:52,44 | 35     |
| Albin Tahiri | Reuzenslalom      | 1:13,42 | 37     | 1:16,43 | 29     | 2:29,85 | 30     |
| Albin Tahiri | Slalom            | 1:04,01 | 44     | 58,93   | 36     | 2:02,94 | 37     |

Vrouwen
| Naam          | Onderdeel    | 1e run  | 1e run | 2e run  | 2e run | Totaal  | Totaal |
| Naam          | Onderdeel    | Tijd    | Rang   | Tijd    | Rang   | Tijd    | Rang   |
| ------------- | ------------ | ------- | ------ | ------- | ------ | ------- | ------ |
| Kiana Kryeziu | Reuzenslalom | 1:18,78 | 59     | 1:23,41 | 49     | 2:42,19 | 49     |

Albanië · Amerikaans-Samoa · Amerikaanse Maagdeneilanden · Andorra · Argentinië · Armenië · Australië · Azerbeidzjan · België · Bolivia · Bosnië en Herzegovina · Brazilië · Bulgarije · Canada · Chili · China · Chinees Taipei · Colombia · Cyprus · Denemarken · Duitsland · Ecuador · Eritrea · Estland · Filipijnen · Finland · Frankrijk · Georgië · Ghana · Griekenland · Groot-Brittannië · Haïti · Hongarije · Hongkong · Ierland · IJsland · India · Iran · Israël · Italië · Jamaica · Japan · Kazachstan · Kirgizië · Kosovo · Kroatië · Letland · Libanon · Liechtenstein · Litouwen · Luxemburg · Madagaskar · Maleisië · Malta · Marokko · Mexico · Moldavië · Monaco · Mongolië · Montenegro · Nederland · Nieuw-Zeeland · Nigeria · Noord-Macedonië · Noorwegen · Oekraïne · Oezbekistan · Oost-Timor · Oostenrijk · Pakistan · Peru · Polen · Portugal · Puerto Rico · Roemenië · San Marino · Saoedi-Arabië · Servië · Slovenië · Slowakije · Spanje · Thailand · Trinidad en Tobago · Tsjechië · Turkije · Verenigde Staten · Wit-Rusland · Zuid-Korea · Zweden · Zwitserland
Russische ploeg